# Mădârjac
Mădârjac es una comuna ubicada en el distrito de Iași, Rumania.

## Superficie
Cuenta con una superficie de 51,94 kilómetros cuadrados.

## Demografía
Hasta 2021 la población era de 1556 habitantes, con una densidad de población de 29,96 habitantes por kilómetro cuadrado.